# مساع دائمة ورؤى جريئة

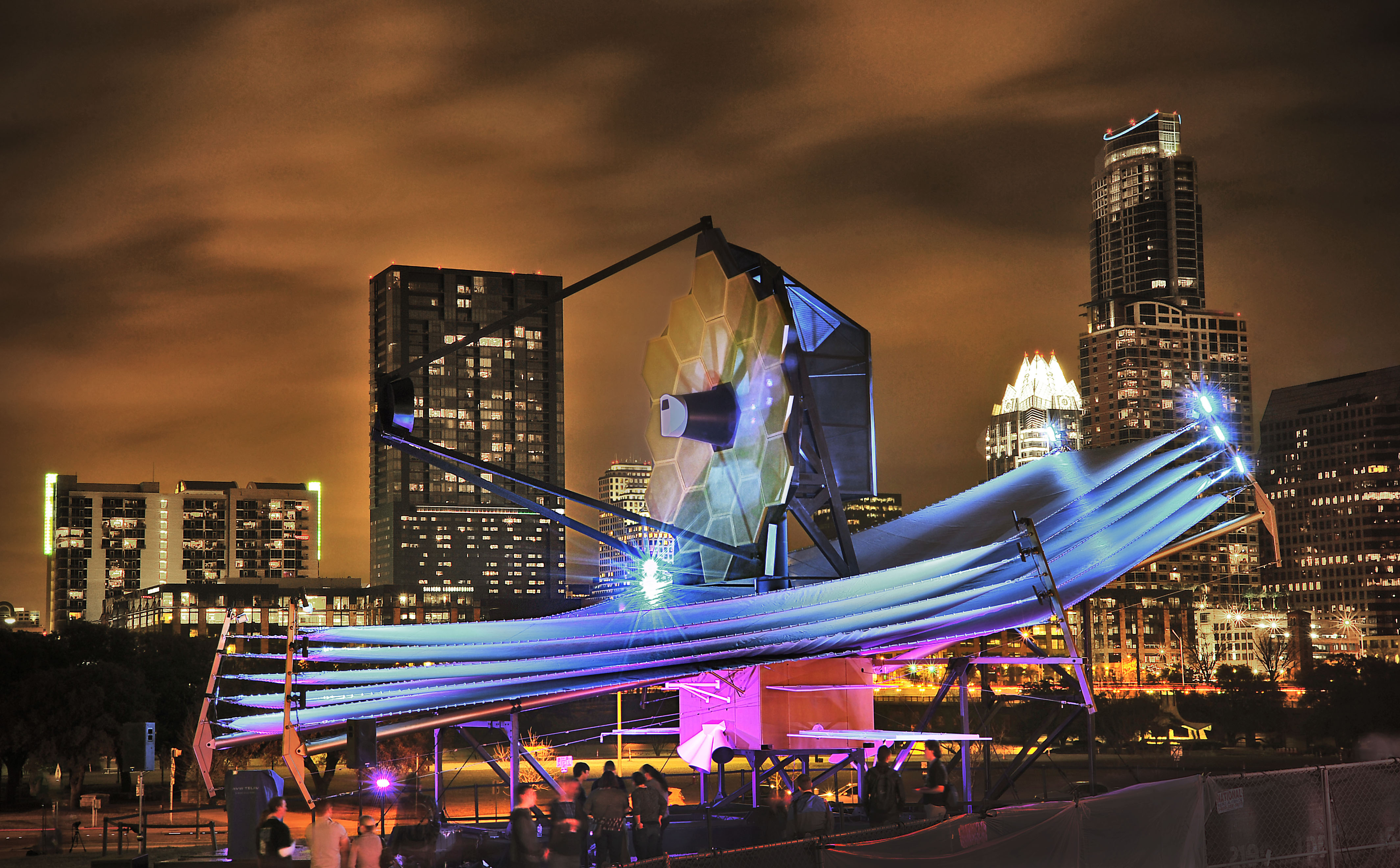
نموذج بالحجم الحقيقيّ لتيليسكوب جيمس ويب الفضائي (JWST) موجودٌ في ولاية تكساس الأمريكيّة

مساعٍ دائمة ورؤىً جريئة هي رؤية صدرت في أواخر عام 2013 لبرامج الفيزياء الفلكية. تضع هذه الرؤية خططاً على مدى أكثر من 30 عامًا كأهداف ومهام طويلة الأجل. وتشمل الأهداف رسم مخطّط لإشعاع الخلفيّة الكونيّة الميكرويّ والبحث عن كواكب شبيهة بالأرض خارج المجموعة الشمسيّة. بهدف التعمّق أكثر في دراسة الزمان والمكان، ودراسة بنية الهيكل واسع النطاق للكون، ودراسة الفيزياء المتطرّفة، ودراسة الماضي السحيق للكون.
وفيما يلي بعض الأمثلة عن البعثات التي تمّت مناقشتها ضمن رؤية «مساع دائمة ورؤى جريئة»:
- القمر الصناعي هيتومي
- ماسح الثقوب السوداء
- المسّاح المستقطب لإشعاع الخلفية الكونية الميكروي
- فجر الكون
- مركبة إقليدس الفضائية
- بعثة ماسح الكواكب الشبيهة بالأرض والواقعة خارج المجموعة الشمسيّة ExoEarth Mapper mission
- مرصد غايا الفضائي
- ماسح/ مراقب موجات الجاذبية
- بعثة تصوير الكواكب الصالحة للعيش خارج المجموعة الشمسيّة (HabEx)
- المرصد الفضائي للكون السحيق على متن الوحدة التجريبية اليابانية في محطة الفضاء الدولية JEM- EUSO
- تيليسكوب جيمس ويب الفضائي (JWST)
- تليسكوب المسح الضوئي الضخم العامل بالأشعّة فوق البنفسجية والأشعّة البصريّة والأشعة تحت الحمراء
- مستكشف البنية الداخليّة للنجوم النيوترونية NICER
- القمر الصناعي العابر الماسح للكواكب الواقعة خارج المجموعة الشمسيّة TESS
- الأجهزة التلسكوبية للفيزياء الفلكيّة - التلسكوب الفضائي واسع الحقل والعامل بالأشعّة تحت الحمراء والمعروفة اختصاراً بـ WFIRST-AFTA
- مرصد لينيكس الماسح للأشعّة السيينيّة الصادرة عن الثقوب السوداء (Lynx)